# Sara Errani
Sara Errani (pronúncia italiana: [ˈsaːra erˈraːni]; nascida em 29 de abril de 1987) é uma tenista profissional italiana. 
Ela é uma ex-jogadora Top cinco em simples e ex-número 1 do mundo em duplas. Com 9 títulos de simples e 28 títulos de duplas (incluindo 5 campeonatos de duplas Grand Slam e 5 títulos de duplas Premier Mandatory/Premier), ela é a tenista italiana com o maior número de títulos da WTA. Ela entrou no Top 10 em duplas em 11 de junho de 2012, permanecendo lá por 94 semanas consecutivas, e alcançou o ranking de simples mais alto de sua carreira, número 5 do mundo, em 20 de maio de 2013. Errani se tornou o número 1 do mundo em duplas pela primeira vez. vez em 10 de setembro de 2012. Ela foi a jogadora de duplas número 1 no final do ano em 2013 e 2014, e manteve o primeiro lugar no ranking por um total combinado de 87 semanas.

## Destaques da carreira
A temporada de destaque de Errani ocorreu em 2012. No Australian Open, ela chegou às quartas de final em simples (a primeira vez que passou da terceira rodada em uma chave de simples do Grand Slam) e foi finalista em duplas. Conhecida como especialista em quadra de saibro, Errani conquistou três títulos no saibro no Aberto da França de 2012, onde chegou à final em ambas as chaves: na de simples (tornando-se a segunda mulher italiana a chegar a uma final de simples de Grand Slam , com Francesca Schiavone sendo a primeira no Aberto da França de 2010) e de duplas, ganhando o título de duplas com sua parceira Roberta Vinci. Neste mesmo ano, ela entrou para a história do tênis com um recorde negativo: Foi a primeira tenista Top 10 (tanto no masculino quanto feminino) a sofrer um "golden set" na partida da terceira rodada de Wimbledon contra Yaroslava Shvedova.
Elas também ganharam os títulos de duplas no US Open de 2012 e no Australian Open de 2013 e 2014. Ao ganhar o título de duplas femininas de Wimbledon em 2014, Errani e Vinci se tornaram a quinta dupla na história do tênis a completar um "Career Grand Slam".
Sua conquista ao chegar às semifinais de simples do US Open de 2012 deixa Wimbledon como o único torneio de Grand Slam em que Errani ainda não chegou às quartas de final em simples. Ela também chegou às semifinais do Aberto da França de 2013, às quartas de final do Aberto da França de 2014, do US Open de 2014 e do Aberto da França de 2015, e se classificou para o WTA Finals duas vezes em 2012 e 2013.
Em fevereiro de 2017, em um período que não estava competindo – ela tinha jogado o Australian Open em janeiro e só iria voltar em março, em Indian Wells –, a italiana testou positivo para Letrozole, substância proibida, que ela alegou ser da mãe e ter sido misturado nas refeições da família. O Tribunal Arbitral do Esporte atribuiu culpa à atleta e aplicou-lhe suspensão de dois meses – de agosto a outubro de 2017 – e depois adicionou mais oito meses (na verdade dez, mas descontando os dois já cumpridos), este começando em junho de 2018.
Errani voltou oficialmente em fevereiro de 2019, quando foi convocada pela capitã Tathiana Garbin para defender as cores da Itália contra a Suíça, pela Grupo Mundial II da Fed Cup de 2019.
Em novembro de 2023, Errani conquistou o título de duplas do MundoTênis Open, onde ela e a parceira Léolia Jeanjean [en] venceram a final sobre a dupla Julia Lohoff [en] / Conny Perrin [en] em jogo de três sets.

### 2022–23: Retorno ao Top 100 desde 2018
Em março de 2023, após sua conquista do título da ITF em Arcadia, Califórnia, Errani voltou ao top 100 no número 97 do mundo no ranking de simples em 6 de março de 2023, pela primeira vez em mais de quatro anos desde outubro de 2018.
Errani recebeu um "wild card" em seu torneio "de casa" o WTA 1000 de Roma.

### 2024
Errani iniciou a temporada pelo giro australiano sem muito sucesso. Primeiro tentou o Canberra Tennis International e perdeu para Maya Joint [en] em sets diretos na primeira rodada. Depois disso, partiu direto para o Australian Open perdendo para a vindada qualificatória Storm Hunter na primeira rodada também em sets diretos.
Prosseguindo sua campanha em quadras duras, agora na Europa, Errani participou do Upper Austria Ladies Linz, onde passou pela qualificatória mas perdeu para a "cabeça de chave" N° 5, Anastasia Potapova na primeira rodada em sets diretos. Na chave de duplas, ela e sua parceira Jasmine Paolini foram campeãs do torneio, vencendo na final a dupla "cabeça de chave" N° 1, Nicole Melichar-Martinez / Ellen Perez, em jogo decidido no "super tiebreak". Seus outros resultados de destaque nesse período foram nas duplas: No Fifth Third Charleston 125 ela chegou à final com Tereza Mihalíková [en], jogo que perderam para Olivia Gadecki [en] / Olivia Nicholls [en] em sets diretos; e uma semifinal no Miami Open, com Jasmine Paolini, jogo que perderam para Sofia Kenin / Bethanie Mattek-Sands em jogo de três sets.
Errani deu início à temporada em quadras de saibro pela Copa Colsanitas, chegando até às semifinais, onde perdeu para a cabeça de chave N° 6 e eventual campeã, Camila Osorio, em sets diretos porém equilibrados. Depois disso, participou do Porsche Tennis Grand Prix, onde passou pela qualificatória mas perdeu na primeira rodada da chave principal para a compatriota Jasmine Paolini em contundentes sets diretos. Já no Aberto de Madri, passou pela qualificatória e venceu Caroline Wozniacki na primeira rodada da chave principal em jogo de três sets, perdendo na segunda para Beatriz Haddad Maia em sets diretos. Como "wild card" no Aberto de Roma, ela venceu Amanda Anisimova na primeira rodada em jogo de três sets, mas perdeu para a cabeça de chave N° 16 Elina Svitolina na segunda em sets diretos. Na chave de duplas desse torneio, com a parceira Jasmine Paolini, elas conquistaram o título, vencendo a dupla Coco Gauff / Erin Routliffe na final, em jogo de três sets.
Errani começou a temporada em quadras de grama no Veneto Open, como cabeça de chave N° 4 na chave de simples, por intermédio de um "wild card". Nesse "challenger", ela venceu: Natalija Stevanović [en], Katarina Zavatska [en] e Alex Eala [en], todos esses jogos em sets diretos, chegando às semifinais. Na sua semifinal, acabou perdendo para a cabeça de chave N° 8, Bernarda Pera em jogo de três sets.

## Finais do Grand Slam

### Simples: 1 (1 vice)
| Status | Ano  | Campeonato    | Piso   | Oponente        | Placar   |
| ------ | ---- | ------------- | ------ | --------------- | -------- |
| Perdeu | 2012 | Roland Garros | Saibro | Maria Sharapova | 3–6, 2–6 |

### Duplas: 8 (5 títulos, 3 vices)
| Status | Ano  | Campeonato       | Piso   | Parceira      | Oponentes                          | Placar        |
| ------ | ---- | ---------------- | ------ | ------------- | ---------------------------------- | ------------- |
| Perdeu | 2012 | Australian Open  | Duro   | Roberta Vinci | Svetlana Kuznetsova Vera Zvonareva | 7–5, 4–6, 3–6 |
| Venceu | 2012 | Aberto da França | Saibro | Roberta Vinci | Maria Kirilenko Nadia Petrova      | 4–6, 6–4, 6–2 |
| Venceu | 2012 | US Open          | Duro   | Roberta Vinci | Andrea Hlavácková Lucie Hradecká   | 6–4, 6–2      |
| Venceu | 2013 | Australian Open  | Duro   | Roberta Vinci | Ashleigh Barty Casey Dellacqua     | 6–2, 3–6, 6–2 |
| Perdeu | 2013 | Aberto da França | Saibro | Roberta Vinci | Ekaterina Makarova Elena Vesnina   | 5–7, 2–6      |
| Venceu | 2014 | Australian Open  | Duro   | Roberta Vinci | Ekaterina Makarova Elena Vesnina   | 6–4, 3–6, 7–5 |
| Perdeu | 2014 | Aberto da França | Saibro | Roberta Vinci | Hsieh Su-wei Peng Shuai            | 4–6, 1–6      |
| Venceu | 2014 | Wimbledon        | Grama  | Roberta Vinci | Tímea Babos Kristina Mladenovic    | 6–1, 6–3      |

## Finais WTA

### Simples (5)
| Legenda: Antes 2009     | Legenda: A partir de 2009 |
| ----------------------- | ------------------------- |
| Grand Slam torneios (0) |                           |
| Ouro Olimpico (0)       |                           |
| WTA Championships (0)   |                           |
| Tier I (0)              | Premier Mandatory (0)     |
| Tier II (0)             | Premier 5 (0)             |
| Tier III (0)            | Premier (0)               |
| Tier IV (2)             | International (3)         |

| N° | Data     | Torneio             | Piso   | Oponente                | Placar           |
| 1. | Jul 2008 | Palermo, Italia     | Saibro | Mariya Koryttseva       | 6–2, 6–3         |
| 2. | Jul 2008 | Portoroz, Eslovênia | Duro   | Anabel Medina Garrigues | 6–3, 6–3         |
| 3. | Mar 2012 | Monterrey, México   | Saibro | Flavia Pennetta         | 5-7, 7-6(2), 6-0 |
| 4. | Abr 2012 | Barcelona, Espanha  | Saibro | Dominika Cibulkova      | 6-2, 6-2         |
| 5. | Mai 2012 | Budapeste, Hungria  | Saibro | Elena Vesnina           | 7-5, 6-4         |

### Duplas (12)
| Legenda: Antes 2009        | Legend: A partir de 2009 |
| -------------------------- | ------------------------ |
| Grand Slam tournaments (0) |                          |
| Ouro Olimpico (0)          |                          |
| WTA Championships (0)      |                          |
| Tier I (0)                 | Premier Mandatory (1)    |
| Tier II (0)                | Premier 5 (0)            |
| Tier III (0)               | Premier (0)              |
| Tier IV (1)                | International (11)       |

| N°  | Data     | Torneio                   | Piso   | Parceira               | Oponente                                      | Placar              |
| --- | -------- | ------------------------- | ------ | ---------------------- | --------------------------------------------- | ------------------- |
| 1.  | Jul 2008 | Palermo, Italia           | Saibro | Nuria Llagostera Vives | Alla Kudryavtseva Anastasia Pavlyuchenkova    | 2–6, 7–6(1), [10–4] |
| 2.  | Jun 2009 | 's-Hertogenbosch, Holanda | Grama  | Flavia Pennetta        | Michaëlla Krajicek Yanina Wickmayer           | 6–4, 5–7, [13–11]   |
| 3.  | Abr 2010 | Marbella, Espanha         | Saibro | Roberta Vinci          | Maria Kondratieva Yaroslava Shvedova          | 6–4, 6–2            |
| 4.  | Abr 2010 | Barcelona, Espanha        | Saibro | Roberta Vinci          | Timea Bacsinszky Tatiana Garbin               | 6–1, 3–6, [10–2]    |
| 5.  | Jul 2010 | Palermo, Itália (2)       | Saibro | Alberta Brianti        | Jill Craybas Julia Görges                     | 6–4, 6–1            |
| 6.  | Jan 2011 | Hobart, Austrália         | Dura   | Roberta Vinci          | Kateryna Bondarenko Liga Dekmeijere           | 6-3, 7-5            |
| 7.  | Fev 2011 | Pattaya City, Tailândia   | Dura   | Roberta Vinci          | Sun Shengnan Zheng Jie                        | 3-6, 6-3, 10-5      |
| 8.  | Jul 2011 | Palermo, Itália (3)       | Saibro | Roberta Vinci          | Andrea Hlavackova Klára Zakopalová            | 7-5, 6-1            |
| 9.  | Fev 2012 | Monterrey, México         | Saibro | Roberta Vinci          | Kimiko Date-Krumm Zhang Shuai                 | 6-2, 7-6(6)         |
| 10. | Mar 2012 | Acapulco, México          | Saibro | Roberta Vinci          | Lourdes Domínguez Lino Arantxa Parra Santonja | 6-2, 6-1            |
| 11. | Abr 2012 | Barcelona, Espanha (2)    | Saibro | Roberta Vinci          | Flavia Pennetta Francesca Schiavone           | 6-0,6-2             |
| 12. | Mai 2012 | Madri, Espanha            | Saibro | Roberta Vinci          | Ekaterina Makarova Elena Vesnina              | 6-1, 3-6, 10-4      |

### Fed Cup
- 2009 contra os EUA por 4-0, com Francesca Schiavone, Roberta Vinci e Flavia Pennetta
- 2010 contra os EUA por 3-1, com Flavia Penetta, Roberta Vinci e Francesca Schiavone